# وولدرت
وولدرت (به آلمانی: Woldert) یک شهر در آلمان است که در نویوید واقع شده‌است. وولدرت ۶۲۳ نفر جمعیت دارد.